# Virgularia juncea
Virgularia juncea är en korallart som först beskrevs av Peter Simon Pallas 1766.  Virgularia juncea ingår i släktet Virgularia och familjen Virgulariidae. Inga underarter finns listade i Catalogue of Life.